# Severin Fiala
Severin Fiala (* 1985 a Horn) és un guionista i director de cinema austríac.

## Biografia
Severin Fiala va estudiar guió a l'Acadèmia de Cinema de Viena. El seu oncle és el director de cinema, guionista i productor Ulrich Seidl.
Les seves pel·lícules es creen majoritàriament en col·laboracions artístiques. El 2009 va fer el seu primer curtmetratge Elefantenhaut juntament amb Ulrike Putzer. La pel·lícula celebrada al Festival Internacional de Curtmetratges d'Oberhausen es va estrenar el 2009 i va guanyar diversos premis.
L'any 2003, juntament amb Valentin Fiala, Nikolaus Eckhard i Klaus Haidl, va fundar Ölfilm Productions, un col·lectiu que realitzava diverses pel·lícules anomenades a l'oli, entre elles The End of Walnut Grove, que es va estrenar al Festival de Locarno el 2013.
Durant anys, Severin Fiala ha estat treballant principalment juntament amb Veronika Franz. El 2012, va fer el seu debut al llargmetratge Kern amb ella, un documental sobre Peter Kern. Aquest fou seguit d’Ich seh Ich seh, el seu primer llargmetratge junts. La pel·lícula es va estrenar al Festival de Cinema de Venècia i va guanyar 26 premis, entre ells el "Mèlies d'or" a la millor pel·lícula de gènere europea del 2015. Als Premi de Cinema Austríac de 2016, Fiala va guanyar les categories de millor director i millor llargmetratge juntament amb Franz.
The Lodge, una coproducció britànica-estatunidenca, va ser el tercer llargmetratge que Severin Fiala i Veronika Franz van fer junts. El 2024, va seguir una altra producció conjunta amb Des Teufels Bad, que els va valer una invitació per a la competició principal del 74è Festival Internacional de Cinema de Berlín.

## Vida privada
Severin Fiala treballa de manera voluntària com a paramèdic d'emergències des de l'any 2004, i també és el director de la sucursal local de la Creu Roja de Horn.

## Premis (selecció)
- 2012: Goldene Taube de la Media Foundation com a part del Leipzig DOK Film Festival per a la pel·lícula Kern (juntament amb Veronika Franz)
- 2015: Premi al guió Thomas Pluch – Premi especial del jurat per Ich seh ich seh
- 2015: 28ns Premis del Cinema Europeu – nominació per Ich seh ich seh a la categoria Millor primera pel·lícula
- 2015: Gran Premi Diagonale per Ich seh ich seh a la millor pel·lícula
- 2015: Wiener Filmpreis com a part de la Viennale per Ich seh ich seh[7]
- 2016: Premis del Cinema Austríac – Premi en les categories Millor director i Millor llargmetratge per Ich seh ich seh
- 2024: Premis del Cinema Austríac – Premi en la categoria Millor llargmetratge,[8] nominació en la categoria Millor director i millor guionista per Des Teufels Bad[9]

## Nominacions
- 2015: 28ns Premis del Cinema Europeu – nominació per Ich seh ich seh a la categoria Millor primera pel·lícula[10]

## Filmografia
- 2009: Elefantenhaut (director i guionista)
- 2012: Kern (director i guionista)
- 2013: The End of Walnut Grove (director, guió, càmera, muntatge, interpretació)
- 2014: Ich seh Ich seh (director i guionista)
- 2018: Die Sünderinnen vom Höllfall (curtmetratge de l'antologia The Field Guide to Evil, també Die Trud; directora i guionista)[11]
- 2019: The Lodge (director i guionista)
- 2022: Servant (Temporada 3, Episodi 9 Commitment); director juntament amb Veronika Franz
- 2024: Des Teufels Bad; director juntament amb Veronika Franz